# Lagynodes xanthus
Lagynodes xanthus är en stekelart som beskrevs av Whittaker 1930. Lagynodes xanthus ingår i släktet Lagynodes och familjen trefåresteklar. Inga underarter finns listade i Catalogue of Life.